# Universidad de Estocolmo
La Universidad de Estocolmo (sueco: Stockholms universitet) es la universidad más grande de Suecia y la principal en las disciplinas de humanidades, ciencias sociales, derecho y ciencias naturales. Actualmente tiene alrededor de 34 000 alumnos en sus cuatro facultades, 1600 estudiantes de doctorado y alrededor de 5500 empleados. Cinco científicos que han estudiando en ella han recibido el premio Nobel. Es uno de los centros líderes en Europa en los estudios e investigación de las ciencias humanas y naturales. Suele figurar en los rankings de las 100 mejores universidades del mundo.
Fundada a finales del siglo XIX, la universidad se constituyó con la ambición de revitalizar la educación superior en Suecia. Desde sus inicios, el contacto cercano con el mundo y el intercambio activo de conocimiento y experiencia han sido parte integral de su visión académica. El campus principal se encuentra en el Real Parque Nacional Urbano (sueco: Kungliga Nationalstadsparken) Frescati.

## Historia
La Universidad de Estocolmo se pone en marcha en otoño de 1878, con el apoyo de las contribuciones públicas y del ayuntamiento de Estocolmo. Al principio solo se impartieron asignaturas de ciencias. Entre los primeros profesores contratados en la década de 1880 estuvo la primera profesora femenina de Suecia (Sofia Kovalévskaya), que era profesora de mayor rango en análisis matemático, también merece mención el primer profesor (Viktor Rydberg), profesor de historia del arte a partir de 1884. El profesor Svante Arrhenius fue el primer sueco en recibir el Premio Nobel de Química en 1903.
En 1904 la universidad recibió el derecho de emitir títulos en medicina. En los años posteriores la estructura de la facultad casa de Kungstensgatan fue construida, y la universidad tuvo disponible en la colina sus propias instalaciones del Observatorio de Estocolmo. En los años 1930, se propone una fusión con otras universidades en Estocolmo para formar una universidad conjunta, pero finalmente no se llegó a ningún acuerdo, por lo tanto Estocolmo sigue teniendo bastante diversidad en universidades dedicadas a diferentes disciplinas.
En la década de 1970 comenzó su principal actividad, trasladando varios departamentos de Estocolmo a Frescatihallen. Por lo que actualmente algunas instituciones se encuentran fuera de la escuela, como NADA (Departamento de Análisis Numérico y Ciencias de la Computación) en la Facultad de Ingeniería, DSV (Departamento de Informática y Ciencias de la Información) en Kista, el de Periodismo (JMK) en el palacio Schefflerska, el Departamento de Sveaplan de Trabajo Social, el Centro de Investigación sobre las desigualdades en salud y SoRAD (Centro de Investigaciones Sociales sobre el Alcohol y las Drogas).
En 2008 se incorpora el anterior independiente Instituto de Educación, el cual ahora se aloja en el campus Konradsberg.

## Alumnos notables
- Svante Arrhenius (1859–1927), galardonado el premio Nobel en química 1903; profesor y rector de la Universidad.
- Ingmar Bergman, director de cine.
- Carl Bildt, primer ministro 1991-1994, y ministro de Relaciones Exteriores desde 2006.
- Hans Blix (LLD), diplomático.
- Horace Engdahl, previamente el secretario principal de la Real Academia Sueca.
- Hans von Euler-Chelpin, galardonado el premio Nobel en química 1929.
- Harry Flam, economista, decano del Departamento de Ciencias Económicas.
- Dag Hammarskjöld (doctor de Economía 1933), secretario general de la ONU.
- Signe Hammarsten-Jansson (1882–1970), ilustrador.
- Princesa Magdalena de Suecia, estudió historia del arte y etnología.
- Barbro Osher, diplomática y filántropa.
- Olof Palme, primer ministro hasta 1986.
- Andreas Papandreou, primer ministro de Grecia. Dio clases en la universidad 1968-1969.
- Georgios Papandreou, primer ministro de Grecia. Estudió sociología  1972-1973.
- Fredrik Reinfeldt, primer ministro de Suecia desde 2006.
- Tomas Tranströmer (titulado psicólogo 1956), poeta.
- Johan Stael von Holstein (emprendedor famoso).
- Peter Lindgren, exguitarrista de Opeth.
- Christer Fuglesang, astronauta. Primer sueco y primer escandinavo en el espacio.
- Gunnar Myrdal, economista, sociólogo y político; doctorado en la universidad y posterior profesor.

## Facultades
Las labores de educación e investigación llevadas a cabo en la Universidad de Estocolmo se reparten en 56 departamentos, centros e institutos que responden directamente a los consejos de las facultades de Humanidades, Derecho, Ciencias Sociales y Ciencias Naturales:

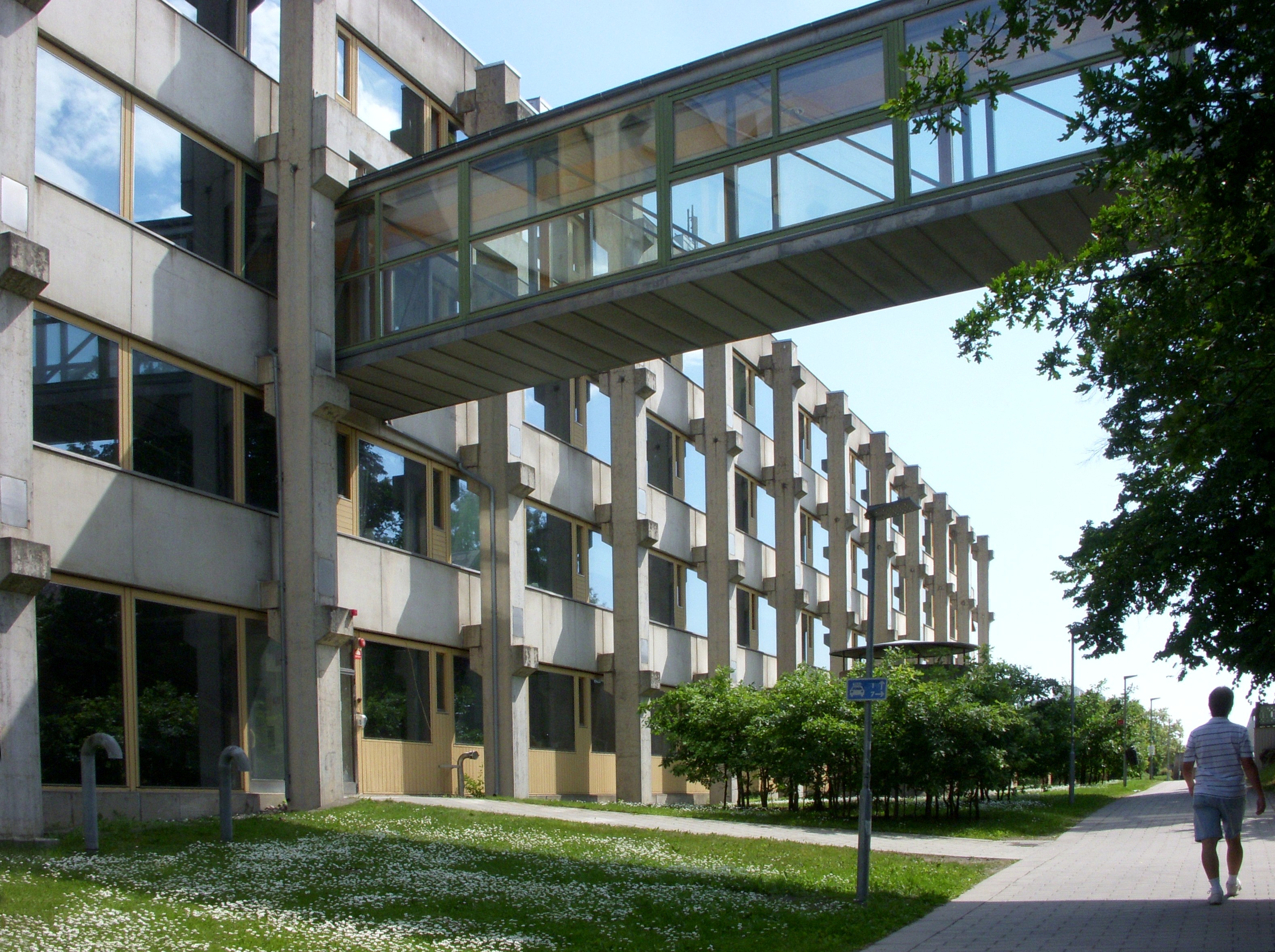
Centro de estudios Arrheniuslaboratoriet.

### Facultad de Humanidades
- Departamento de Arqueología y Estudios Clásicos
- Departamento de Estudios Asiáticos, Medio Oriente y Turcos
- Departamento de Inglés
- Departamento de Etnología, Historia de las Religiones y Estudios de Género
- Departamento de Historia
- Departamento de Cultura y Estética
- Departamento de Humanidades y Ciencias de la Educación
- Departamento de Lingüística
- Departamento de Ciencias de la Comunicación
- Departamento de Estudios Románicos y Clásicos
  - Instituto de Estudios Latinoamericanos
- Departamento de Estudios Eslavos y Bálticos, Finés, Holandés y Alemán
- Departamento de Estudios Suecos y Multilingüismo

### Facultad de Derecho
- Departamento de Ciencias Jurídicas

### Facultad de Ciencias Sociales
- Centro de Investigación sobre el Envejecimiento
- Departamento de Ciencias de la Computación
- Departamento de Estudios de Niños y Jóvenes
- Departamento de Criminología
- Departamento de Historia de la Economía y Relaciones Internacionales
- Departamento de Economía
- Departamento de Educación
- Departamento de Geografía Humana
- Departamento de Ciencias Políticas
- Departamento de Psicología
- Departamento de Ciencias para la Salud Pública
- Departamento de Antropología Social
- Departamento de Trabajos Sociales
- Departamento de Sociología
- Departamento de Educación Especial
- Departamento de Estadística
- Instituto de Estudios Económicos Internacionales
- Escuela de Negocios de Estocolmo
- Centro de Investigación Organizacional de Estocolmo
- Instituto Sueco para la Investigación Social
- Instituto de Investigación de Estrés

### Facultad de Ciencias Naturales
- Sección de Matemáticas
  - Departamento de Astronomía
  - Departamento de Matemáticas y Ciencias de la Educación
  - Departamento de Matemáticas
  - Departamento de Meteorología
  - Departamento de Física

- Sección de Química
  - Departamento de Bioquímica y Biofísica
  - Departamento de Química Orgánica
  - Departamento de Química Medioambiental y Materiales

- Sección de Ciencias de la Tierra y Medio Ambiente
  - Departamento de Ciencias Medioambientales y Química Analítica
  - Departamento de Ciencias Geológicas
  - Departamento de Geografía Física

- Sección de Biología
  - Departamento de Educación en Biología
  - Departamento de Biociencias Moleculares e Instituto Wenner-Gren
  - Departamento de Ecología, Medio Ambiente y Ciencia Vegetal
  - Departamento de Zoología
- Centros e Institutos
  - Jardín Botánico Bergius
  - Centro de Estudios del Mar Báltico
  - Instituto Nórdico para la Física Teorética (NORDITAS)
  - Centro de Resiliencia de Estocolmo

### Amplitud de cursos y carreras
La Universidad de Estocolmo ofrece unos 1700 cursos y 190 programas, dentro de los cuales se incluyen 75 programas de máster impartidos en inglés, que cubren diversas disciplinas dentro de las humanidades, las ciencias jurídicas, las ciencias naturales, las ciencias sociales y el estudio de lenguas.

## Biblioteca

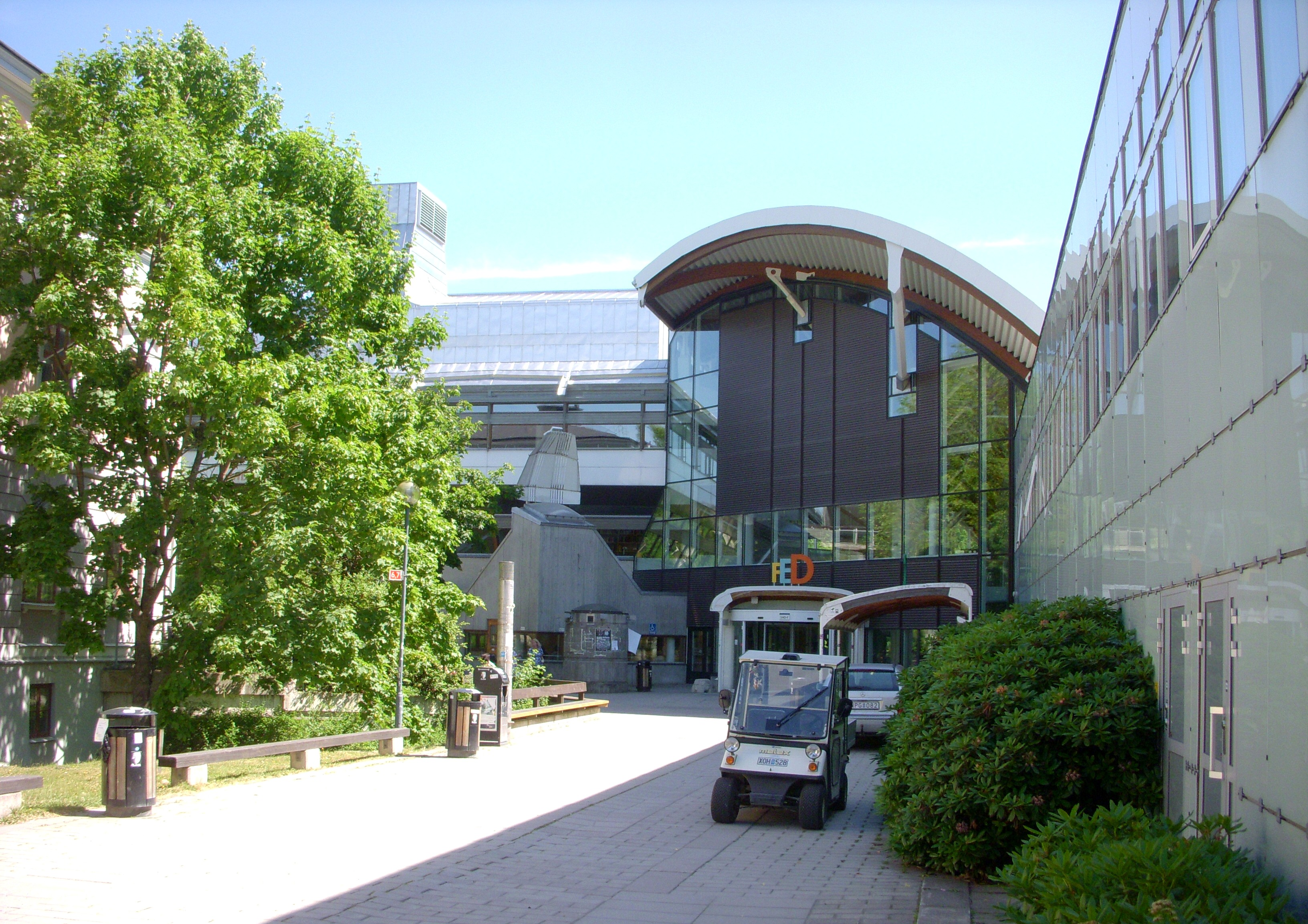
Entrada a la biblioteca central (Frescatibiblioteket) de la Universidad de Estocolmo.

La biblioteca de la Universidad de Estocolmo (sueco: Stockholms universitetsbibliotek) es una de las bibliotecas más grandes para la investigación y una de las instituciones culturales más visitadas de Estocolmo, con aproximadamente 1,5 millones de visitantes al año. Está dividida en la biblioteca principal (Frescatibiblioteket) y cinco bibliotecas derivadas: Biblioteca de Estudios Asiáticos (Asienbiblioteket), Biblioteca del Departamento de Ciencias de la Comunicación (JMK-Biblioteket), Biblioteca del Departamento de Trabajos Sociales (Biblioteket för socialt arbete), Biblioteca del Instituto de Estudios Latinoamericanos (Latinamerikainstitutet bibliotek) y Biblioteca del Departamento de Matemáticas (Matematiska biblioteket). La red de bibliotecas que integra el sistema bibliotecario de la universidad sirven como lugar de encuentro en el campus y centro para el flujo de información universitaria.